# Distrito de Most
El distrito de Most es uno de los siete distritos que forman la región de Ústí nad Labem, República Checa, con una población estimada a principio del año 2018 de 112 594 habitantes. 
Se encuentra ubicado al noroeste del país, al noroeste de Praga, cerca de la frontera con Alemania. Su capital es la ciudad de Most.

## Localidades (población año 2018)
- Bečov 1,429
- Bělušice 217
- Braňany 1278
- Brandov 247
- Český Jiřetín 90
- Havraň 697
- Hora Svaté Kateřiny 449
- Horní Jiřetín 2237
- Klíny 137
- Korozluky 198
- Lišnice 202
- Litvínov 24 143
- Lom 3669
- Louka u Litvínova 713
- Lužice 627
- Malé Březno 217
- Mariánské Radčice 462
- Meziboří 4828
- Most 66 644
- Nová Ves v Horách 483
- Obrnice 2105
- Patokryje 449
- Polerady 246
- Skršín 236
- Volevčice 101
- Želenice 490